# 李宏节
李宏节（？—950年），五代十国时南楚大臣、诗人。十八学士之一。李宏皋之弟。

## 生平
李宏节和李宏皋同居楚王幕府。后唐同光初年，唐庄宗授马殷为湖南诸道都统，并赐战马数百匹。马殷命李宏皋作谢表，李宏皋才思枯竭。李宏节在旁，他便请教说：“马有旋风之队，用什么事来对仗？”李宏节说：“马既有旋风队，军亦有偃月营。”李宏皋写道：“寻当偃月之营，摆作旋风之队。”谢表写完，马殷看后赞叹不已。马希范设天策府学士，李宏节也在其数。有人以为他是武平节度使书记李松年，也有人认为李松年不是李宏节。李宏节和李宏皋都死在朗州马希萼攻灭马希广的时候。